# CMC Magnetics
CMC Magnetics Corporation (chiń. 中環股份有限公司) – tajwańskie przedsiębiorstwo zajmujące się produkcją nośników danych, m.in. dysków optycznych CD i DVD. Zostało założone w 1978 roku.